# All Media Guide
All Media Guide（英语直译：全媒体指南；一般简写为AMG）是一家美国公司，经营和维护的网络服务有Allmusic、Allgame和Allmovie等品牌。它由迈克尔·厄尔瓦恩于1990年创办。

## 历史
该公司在1991年成立于密歇根州大急流镇（Big Rapids），目的是构建一个涵盖所有音乐的综合档案库。1999年，AMG搬迁至密歇根州安娜堡。2005年之前，AMG为联合娱乐公司（Alliance Entertainment Corporation）的一个营业单位。后来，加利福尼亚州的Yucaipa Companies公司继承了AMG的所有权。2007年11月6日，Macrovision（现称Rovi）宣布同意收购All Media Guide。。AMG的所有网站现在由Macrovision公司的域名服务器控制。
AMG为电影、电子游戏、有声书和音乐等创建了一个大型的元数据数据库。这些数据应用于全球成千上万的銷售時點情報系統中，并被Windows Media Player、SimpleCenter（页面存档备份，存于）和Musicmatch Jukebox等媒体播放软件用于识别CD和DVD，还为各种网站提供相关信息。
除了从提供数据库的计算机式访问中盈利外，AMG也出售数据库信息的纸质出版物。

## 产品

### Lasso
2004年末，AMG开始研发一个名为LASSO的新产品。AMG LASSO是一项媒体识别服务，可以自动识别CD、DVD和数字音频文件，如MP3、Ogg、AAC以及WMA文件。一旦媒体被识别，AMG的Allmusic和Allmovie数据库中的元数据会被直接传送给播放器。LASSO以SDK的形式向个人电脑软件开发者提供，也被嵌入到消费电子设备中。这类软件应当小心使用，因为它会在Macrovision上留下记录，这可能导致用户卷入包括视听作品侵权在内的起诉中，哪怕这些违法行为是无意造成的。
其他产品：